# Rory Kennedy
Rory Katherine Elizabeth Kennedy (født 12. december 1968) er en amerikansk dokumentarfilmskaber og det yngste barn af den amerikanske senator Robert Francis "Bobby" Kennedy og Ethel Kennedy.
Selvom hendes far blev snigmyrdet før hendes fødsel, relaterer Kennedy aktivt til hendes fars filantropiske mål. Hoveddelen af hendes aktivitet er dokumentarfilm med fokus på samfundsspørgsmål. Det inkluderer afhængighed, radioaktiv stråling, behandlingen af krigsfanger og politikken af det mexicanske grænsehegn.

## Opvækst og uddannelse
Rory blev født i Washington D.C. seks måneder efter hendes fars død. Hendes mor valgte navnet Rory, fordi hun følte, at det bar en lighed til hendes fars tilnavn, "Bobby". Rory dimitterede fra The Madeira School og derefter Brown University i Providence, Rhode Island. Under hendes andet år på universitetet organiserede hun en demonstration foran et supermarked, som lå i Providence, hvor hun opfordrede kunder til at boykotte vindruer i solidaritet med immigrantarbejdere 

## Karriere
I 1990'erne dannede Rory og hendes klassekammerat fra Brown University, Vanessa Vadim, May Day Media, en almennyttig organisation, der har specialiseret sig i produktion og distribution af film med social samvittighed. Organisationen er baseret i Washington D.C..
Kennedys første dokumentarfilm var Women of Substance, som blev udgivet i 1994. 
Hun instruerede og co-producerede i 1999 American Hollow om en  Appalachian-familie, der levede under vanskelige økonomiske forhold. Filmen har modtaget stor anerkendelse og mange priser.